# 2008 en Belgique
Chronologie de la Belgique
- 2004
- 2005
- 2006
- 2007
- 2008
- 2009
- 2010
- 2011
- 2012

Cette page recense des événements qui se sont produits durant l'année 2008 en Belgique.

## Chronologie

### Mars 2008
- Mardi 4 mars 2008 : première procession du livre à Bruxelles en ouverture du OFF depuis la Place de la Monnaie.

- Mercredi 5 mars 2008 : disparition à Bruxelles de l’ancienne mannequin d’origine somalienne Waris Dirie, devenue ambassadrice des Nations unies contre l’excision, retrouvée 2 jours plus tard, le 7 mars[1].

- Samedi 15 mars 2008 : libération des quatre otages belges au Guatemala[2].

- Mercredi 19 mars 2008 : mort à Anvers du romancier et dramaturge Hugo Claus (74 ans). Se présentant comme un « flamingant francophone », il dénonçait les hypocrisies religieuses et bourgeoises de la société flamande.

- Jeudi 20 mars 2008 :
  - le chrétien-démocrate flamand Yves Leterme redevient le nouveau premier ministre. Conservateur flamand, il promet d’agir désormais avec plus de « sagesse ». Il a la tâche de trouver un accord communautaire d’ici juillet prochain;
  - selon le quotidien La Libre Belgique, l’Islam deviendrait la première religion à Bruxelles d’ici quinze à vingt ans en raison essentiellement de la forte natalité des populations musulmanes.

### Avril 2008
- Mardi 1er avril 2008 : la Cour de justice européenne juge que le système d’assurance-santé réservé à ses habitants mis en place par la Flandre néerlandophone est discriminatoire et contraire au droit communautaire.

- Vendredi 4 avril 2008 : quarante femmes membres du PKK sont interpellées à la suite de perquisitions.

- Mercredi 9 avril 2008 : Delphine Boël, fille présumée du roi Albert II de Belgique publie une autobiographie intitulée « Couper le cordon » par laquelle elle règle ses comptes avec son géniteur qu’elle juge « irresponsable ». Elle est née en 1968 d’une liaison de plusieurs années entre le roi des Belges et la baronne Sybille de Selys-Longchamps.

- Vendredi 11 avril 2008 : les partis francophones exigent la nomination des trois maires francophones élus dans la périphérie flamande de Bruxelles.

- Mercredi 16 avril 2008 : naissance de la princesse Éléonore, quatrième enfant du prince héritier Philippe et de la princesse Mathilde, et douzième petit-enfant du roi Albert II de Belgique et de la reine Paola.

- Jeudi 24 avril 2008 : au lendemain de la visite de trois ministres belges, émaillée d’incidents politico-diplomatiques, le président de la République démocratique du Congo, Joseph Kabila, dans une interview au journal Le Soir demande au gouvernement belge de choisir entre un « partenariat adulte » ou une « relation de maître à esclave ».

### Mai 2008
- Samedi 3 mai 2008 : le gouvernement annonce que des cyber-attaques contre les réseaux de l’État ont été découvertes. Ces attaques auraient été réalisées depuis la Chine.

- Vendredi 16 mai 2008 : le groupe chimique belge Solvay annonce une colle industrielle biologique capable de remplacer la résine époxy. Elle est fabriquée à base de la glycérine issue des sous-produits et déchets de la fabrication du savon et du biodiésel. Un site pilote français produit déjà 10 000 tonnes de résine à base de glycérine. Une nouvelle usine construite en Thaïlande devrait en produire 100 000 tonnes dès la mi-2010. Ce nouveau produit est compétitif avec un baril de pétrole à 125 $.

- Dimanche 25 mai 2008 : un Boeing 747-200 cargo de la compagnie américaine Kalitta Air s’écrase à l’aéroport de Bruxelles sans faire de victimes mais se brisant en trois morceaux sur la piste, tout près des habitations de la commune de Zaventem, dans la banlieue nord-est de Bruxelles. L’enquête montrera que la cause du crash est un faucon crécerelle aspiré dans un des réacteurs empêchant l’envol de l’appareil.

### Juin 2008
- Lundi 2 juin 2008 : l’ancien président du Front national belge, Daniel Féret, est condamné à un an de prison ferme pour avoir falsifié des listes de parrainage lors des élections européennes de 2004.

- Vendredi 6 juin 2008 : inculpation de quatre militants d’extrême gauche pour avoir pris part aux activités terroristes d’un groupe italien issu des Brigades rouges.

- Jeudi 27 juin 2008 : la commune industrielle et cosmopolite de Vilvorde dans la banlieue de Bruxelles impose un test linguistique flamand à ceux qui veulent bénéficier de logements bon marché. À la mairie, les employés ont désormais l’obligation de ne parler et de ne répondre qu’en flamand. Depuis, 2006, le controversé code du logement flamand exige des candidats à l’habitat qu’ils manifestent une « disponibilité à l’apprentissage de la langue » ce qui selon le Front démocratique des francophones constitue « un cas de discrimination évident » contrevenant à la règle de libre circulation des personnes au sein de l’Union européenne.

### Juillet 2008
- Mardi 15 juillet 2008 : Démission du premier ministre Yves Leterme. L’existence même du pays est en sursis à cause des problèmes communautaires entre Flamands et Wallons.

### Août 2008
- 7 Septembre 2008 : Grande Prix De la Belgique 2008

### Octobre 2008
- Jeudi 9 octobre 2008 : trentième anniversaire de la mort de Jacques Brel.

### Novembre 2008
- Lundi 17 novembre 2008 : l’acteur Benoît Poelvoorde est interné à l’hôpital psychiatrique de Namur sur sa demande après avoir embouti trois voitures en stationnement sous influence de l’alcool et de substances psychotiques. En avril 2007, il avait déjà été condamné pour conduite en état d’ébriété, après avoir percuté la façade d’une maison avec son véhicule 4×4.

- Vendredi 28 novembre 2008 : le prix international de la critique d’art de la Fondation de Moffarts a été décerné mardi soir, à l’Académie royale de Belgique, à la journaliste française Valérie Duponchelle, lauréate pour la presse écrite et multimédia, pour  ses reportages au sein des nouvelles institutions de l’art contemporain qui ne cessent d’émerger d’Abu Dhabi à Venise ou Pékin et ces portraits d’artistes d’aujourd’hui. Dans le domaine de la presse audiovisuelle, le prix est allé à la journaliste hollandaise Charlotte Ebers.

- Dimanche 30 novembre 2008 : décès de la romancière française d’origine belge Béatrix Beck (94 ans), prix Goncourt 1952 pour « Léon Morin prêtre ».

### Décembre 2008
- Jeudi 11 décembre 2008 : un groupe de quatorze personnes soupçonnés d’entre en relation avec Al-Qaïda est démantelé.

- Vendredi 19 décembre 2008 :
  - le premier ministre Yves Leterme (48 ans, chrétien-démocrate) propose sa démission et celle de son gouvernement en raison de son rôle controversé mais présumé dans le rachat de la banque belge Fortis par BNP Paribas. Le président de la Cour de cassation, Ghislain Londers, ayant affirmé avoir des « indications importantes » sur le fait que le gouvernement a fait pression sur la justice dans l’affaire Fortis[3],[4]. C’est la quatrième fois en un an et demi que le leader chrétien-démocrate renonce à l’une des fonctions qui lui avaient été confiées depuis les élections de juin 2007. Le roi Albert II de Belgique entame des consultations avec la classe politique;
  - la mère infanticide qui a égorgé ses cinq enfants âgés de 3 à 14 ans, en février 2007 est déclarée coupable par la cour d’assises de Nivelles, ce qui la rend passible de la prison à perpétuité[5].

- Lundi 22 décembre 2008 : le roi Albert II de Belgique accepte la démission du premier ministre Yves Leterme et de son gouvernement et le charge de l’expédition des affaires courantes. Le monarque confie à l’ancien Premier ministre Wilfried Martens une mission « exploratoire » pour tenter de former un nouveau gouvernement. Chrétien-démocrate flamand, âgé de 72 ans, il a été premier ministre de manière pratiquement ininterrompue entre 1979 et 1992. Dans la terminologie politique belge, l’« explorateur » désigne une personnalité considérée comme un sage et chargée de consulter les responsables politiques des différents partis pour tester différentes possibilités de coalition. Lorsque le terrain semble propice et qu’une formule de gouvernement se dessine, le roi désigne alors un « formateur », chargé de constituer une équipe ministérielle et de définir le programme du gouvernement.

- Dimanche 28 décembre 2008 : le roi charge le chrétien-démocrate flamand Herman Van Rompuy de former le nouveau gouvernement. Sa nomination fait aussi suite à la mission d’une semaine confiée par le roi au chrétien-démocrate Wilfried Martens, qui a déterminé que l’ensemble des partis de la coalition gouvernementale soutenaient la nomination de cet homme politique expérimenté, âgé de 61 ans et réputé plutôt modéré, alors qu’il avait indiqué  plusieurs fois ne pas être intéressé par le poste. Les cinq partis de la coalition – chrétiens-démocrates flamands et francophones, libéraux flamands et francophones et socialistes francophones – se sont mis d’accord vendredi pour reconduire le même gouvernement, en remplaçant uniquement le premier ministre et le ministre de la justice, tous deux démissionnaires, par deux personnalités du même parti, le CDV.

- Mardi 30 décembre 2008 : le chrétien-démocrate flamand Herman Van Rompuy[6] est nommé premier ministre par le roi et son gouvernement a prêté serment en fin de journée, il repose sur la même coalition politique que l’équipe précédente : chrétiens-démocrates et libéraux côté flamand, chrétiens-démocrates, libéraux et socialistes côté francophone. Parmi les changements, le président de la Chambre est l’ancien ministre de l’Intérieur Patrick Dewael, un libéral flamand, lui-même remplacé par Guido De Padt (VLD). Le ministre de la Justice est Stefaan De Clerck (CD) et le ministre de la fonction publique est Steven Vanackere (CD). Six femmes sur 23 membres font partie de ce gouvernement[7].

- Mercredi 31 décembre 2008 : 
  - le nouveau premier ministre Herman Van Rompuy s’engage, lors de son discours de politique générale devant la chambre des députés, à réclamer une accélération des négociations entre communautés néerlandophone et francophone sur l’avenir du pays : « Il est important que le dialogue communautaire soit rapidement relancé et donne des résultats avant les élections régionales […] Il convient de conclure des accords partiels [en matière communautaire, évoquant des domaines comme] le marché du travail, la politique des grandes villes ». Il a également plaidé pour l’adoption de mesures de relance économique face à la récession[8];
  - selon le quotidien La Dernière Heure, l’islamiste belgo-marocain Abdelkader Belliraj, arrêté en février 2008 au Maroc, projetait peut-être d’assassiner le philosophe et essayiste français Bernard-Henri Lévy dont le nom se trouvait sur une liste de personnes cibles potentielles d’attentats. Les autres personnalités visées sont Josy Eisenberg, producteur de l’émission À Bible ouverte, sur France 2, Simone Susskind, figure marquante de la communauté laïque juive en Belgique, un juriste, Markus Pardes, le journaliste de la RTBF, Edmond Blattchen, animateur d’une émission intitulée Noms de Dieux, et l’écrivain belge vivant à Paris, Jean-Claude Bologne[9].

## Naissance en 2008
- 16 avril : La princesse Éléonore de Belgique.

## Culture

### Architecture

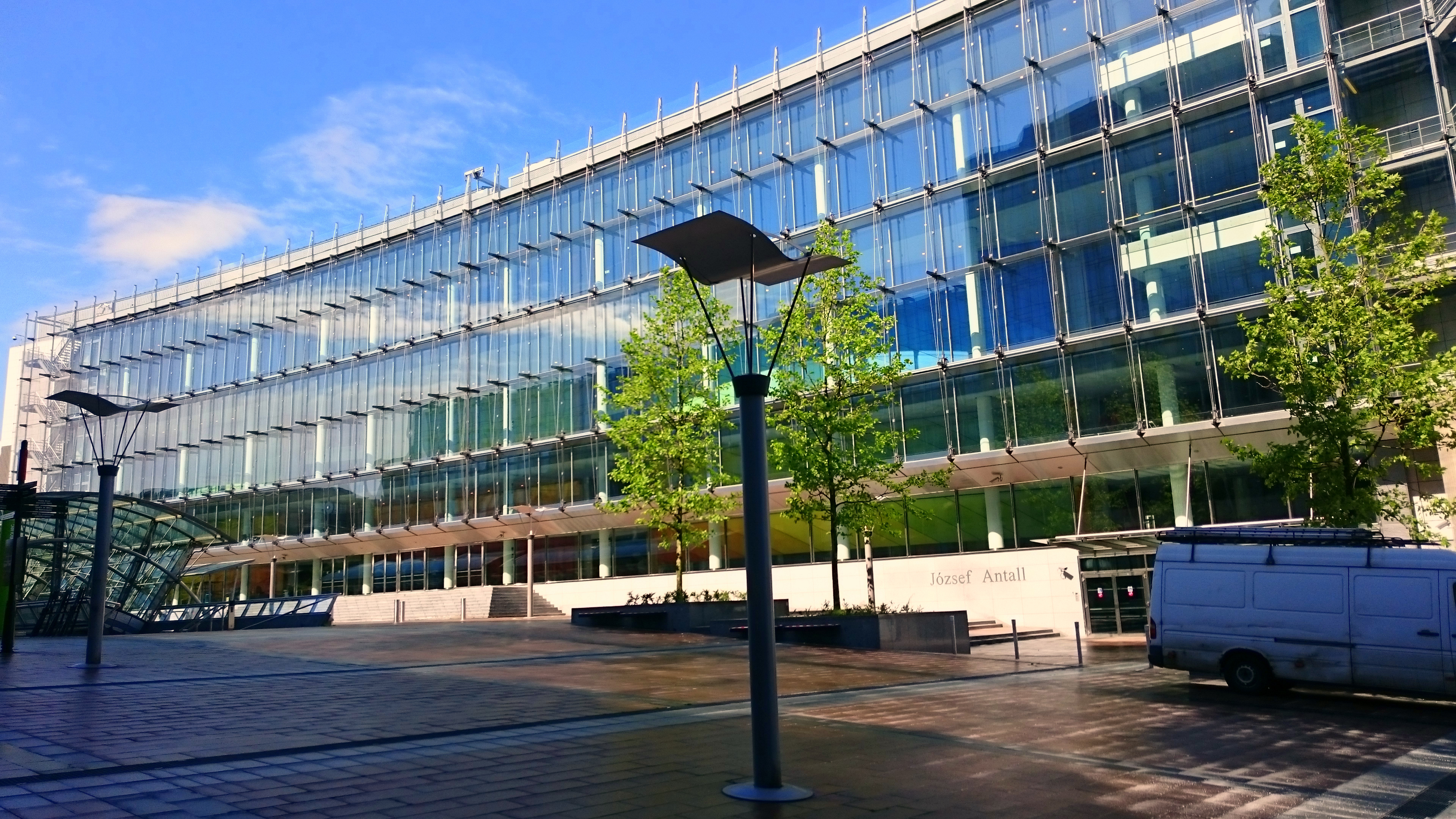
Bâtiment József Antall (Quartier européen)

### Littérature
- Prix Rossel : Bernard Quiriny, Contes carnivores (Seuil).

## Sciences
- Prix Francqui : Michel Georges (biologie, ULg).

## Statistiques
- Population totale au 1er janvier 2008 : 10 666 866 habitants[10].